# 林州市第一中学
林州市第一中学是位于河南安阳林州市的一所中学，1946年12月创建，为河南省24所重点中学之一、河南省首批示范性普通高中。

## 简介
学校坐落于林州市区西北隅，现分为南、北两个校区，占地420亩，建筑面积10万平米。有136个教学班，在校生9千余人，教职工420余人，其中专任教师360余人。
建有10个实验室和10个仪器室。有56个多媒体教室，有2个藏书室共藏书16万余册，订阅报刊杂志近500种。每个宿舍都建有卫生间，设有电话、空调和暖气。学生餐厅面积6299平米。
2011至2014年连续四年获得北京大学“中学校长实名推荐制”资格。2012到2014年连续三年获得清华大学自主选拔“新百年领军计划”推荐资格。